# FUD (Halt and Catch Fire)
FUD is de tweede aflevering van de televisieserie Halt and Catch Fire. De episode werd geregisseerd door de Argentijn Juan José Campanella. FUD werd in de Verenigde Staten voor het eerst uitgezonden op 8 juni 2014.

## Verhaal
Cameron en Gordon worden aan de tand gevoeld door het advocatenteam van IBM, maar de twee computeringenieurs hebben hun versie van de feiten goed op elkaar afgestemd en kunnen niet betrapt worden op een juridische overtreding. Joe daarentegen krijgt enkel bezoek van Dale Butler, de Senior Vice President van de verkoopafdeling van zijn vroegere werkgever IBM. De man probeert Joe onder druk te zetten en dreigt zelfs met een rechtszaak, louter om Cardiff Electric te jennen met vervelend papierwerk en hoge gerechtskosten. Joe is echter niet onder de indruk van het gebluf van IBM, waardoor het advocatenteam afdruipt.
Op aanraden van Bosworth probeert Cardiff Electric vanaf nu alles volgens de regels te doen. Gordon krijgt zijn eigen kantoor met een raam en Cameron wordt opgesloten in een kleine ruimte, waar ze onder het toezicht van raadsheer Barry Shields en zonder voorkennis een BIOS moet ontwikkelen. Maar Cameron zorgt al snel voor onrust. Haar kledingstijl en voorkeur voor luide punkmuziek en vlindermessen worden door de rest van het personeel als een bedreiging ervaren. Ook Gordon, die zijn eigen echtgenote Donna verzwijgt dat Cameron een vrouw is, is haar liever kwijt dan rijk. Cameron trekt zich terug in een opslagruimte, waar ze zich niet langer concentreert op het schrijven van een BIOS, maar een idee voor een nieuwe computer uitwerkt. Joe, die zich stoort aan Camerons losbandige werkwijze, wil dat ze snel met een BIOS op de proppen komt en bezorgt haar het door hem en Gorden bemachtigde BIOS van IBM. Hoewel Cameron juridisch gezien niet in contact mag komen met deze uitgeschreven BIOS dwingt Joe haar om de BIOS in die mate te kopiëren dat er geen sprake is van een schending van het auteursrecht.
Inmiddels wordt Cardiff Electric alsnog aangevallen door IBM. Een groot deel van het klantenbestand stapt gelijktijdig op en laat Cardiff Electric achter met financiële problemen. Het bedrijf heeft door het verlies nog maximum twee maanden te gaan. Bovendien ontdekken Gordon en Joe dat Cameron samen met het BIOS van IBM verdwenen is.
Joe wordt in zijn appartement een laatste keer benaderd door Dale Butler, die van Joe's vader de opdracht kreeg om hem te overhalen om terug te keren naar IBM. Nochtans richtte Joe daar in het verleden meer dan 2 miljoen dollar schade aan aan het datacenter. Maar Joe gaat niet in op de aanbieding van Dale, wiens aktetas hem op het idee brengt om een draagbare computer te ontwikkelen. Joe haast zich naar Cardiff Electric, waar hij op Gordon en Cameron botst. Cameron onthult dat ze een aanbieding kreeg van IBM, terwijl Joe's idee om een draagbare computer met een hendel te ontwikkelen door Gordon op hoongelach wordt onthaald. Het komt tot een vechtpartij waarbij Gordon het hemd van Joe openscheurt en diens zwaar gehavende torso ontbloot. Joe verklaart dat de vele littekens op zijn torso het gevolg zijn van een jeugdtrauma. Als kind werd hij gepest omdat hij meer geïnteresseerd was in de landing van de Spoetnik 1 dan de NFL-finale tussen de Baltimore Colts en de New York Giants. Op de avond van de finale, die de geschiedenis inging als "The Greatest Game Ever Played", volgde hij aandachtig de terugkeer van Spoetnik 1. Leeftijdsgenoten die meer geïnteresseerd waren in de NFL-wedstrijd achtervolgden hem, waardoor hij van een dak viel. De emotionele bekentenis van Joe overtuigt zowel Gordon als Cameron om de volgende dag opnieuw aan de slag te gaan bij Cardiff Electric. Joe lijkt alles opnieuw onder controle hebben tot Cameron onthult dat Joe's jeugdtrauma een leugen is. Spoetnik 1 viel immers in januari 1958 terug naar de aarde, meer dan elf maanden voor "The Greatest Game Ever Played".

## Cast
- Lee Pace - Joe MacMillan
- Scoot McNairy - Gordon Clark
- Mackenzie Davis - Cameron Howe
- Kerry Bishé - Donna Clark
- Toby Huss - John Bosworth
- David Wilson Barnes - Dale Butler
- Mike Pniewski - Barry Shields

## Titelverklaring
FUD is een afkorting die staat voor Fear, Uncertainty and Doubt (Nederlands: angst, onzekerheid en twijfel). De term werd voor het eerst gebruikt door Gene Amdahl toen die in 1970 IBM verliet om zijn eigen bedrijf Amdahl op te richten. Om zijn marktpositie te vrijwaren, beloofde IBM hemel op aarde aan zijn (toekomstige) klanten. Tegelijkertijd verspreidde IBM het beeld dat de concurrentie uit onbetrouwbare bedrijven van een bedenkelijke niveau bestond. Ze zaaiden angst, onzekerheid en twijfel in de hoofden van potentiële klanten. Volgens Eric S. Raymond staat de uitdrukking "Fear, Uncertainty and Doubt" sinds 1991 synoniem voor iedere vorm van desinformatie die gebruikt wordt tegen de concurrentie.

## Culturele en historische verwijzingen
- Joe vergelijkt het namaken van IBM's BIOS met de pogingen van Columbia Data en Compaq om een BIOS te kopiëren via reverse engineering.
- Gordon luistert in zijn auto naar het nummer "Lido Shuffle" van Boz Scaggs.
- In zijn toespraak voor het personeel van Cardiff Electric heeft Joe het op een gegeven moment over "putting a ding in the universe". Gordon merkt later op dat deze bekende uitspraak afkomstig is van Steve Jobs, de oprichter van Apple.
- De Spoetnik 1 viel op 4 januari 1958 terug naar de aarde. Op 28 december 1958 namen de Baltimore Colts en de New York Giants het tegen elkaar op in de NFL-finale. De wedstrijd, die gewonnen werd door de Baltimore Colts (23-17), werd later omgedoopt tot "The Greatest Game Ever Played".